# باشگاه فوتبال نیوپورت کانتی
باشگاه فوتبال نیوپورت کانتی (به انگلیسی: Newport County) یک باشگاه فوتبال در شهر نیوپورت، کشور ولز، بریتانیا است که در سال ۱۹۱۲ میلادی تأسیس شده‌است.